# Jay Blankenau
Jay Michael Blankenau (ur. 27 września 1989 w Sherwood Park) – kanadyjski siatkarz, grający na pozycji rozgrywającego, reprezentant Kanady. W sezonie 2021/2022 był zawodnikiem Projektu Warszawa.

## Sukcesy klubowe
Superpuchar Holandii:
- 2015

Puchar Holandii:
- 2016[7]

Mistrzostwo Holandii:
- 2016[8]

Mistrzostwo Belgii:
- 2018, 2019

Puchar Turcji:
- 2024[9]

Mistrzostwo Turcji:
- 2024[10]

I liga polska:
- 2025[11]

## Nagrody indywidualne
- 2018: Najlepszy rozgrywający Memoriału Huberta Jerzego Wagnera